# 中華民国による外蒙古占領

外蒙古
外蒙古
ᠭᠠᠳᠠᠭᠠᠳᠤ
ᠮᠣᠩᠭᠣᠯ

国歌: 中華雄立宇宙間

薄緑：中華民国占領下の外蒙古
深緑：中華民国の実効支配地域

中華民国による外蒙古占領（ちゅうかみんこくによるがいもうこせんりょう、中国語: 中華民國佔領外蒙古、モンゴル語: Хятадын Монгол дахь эзлэн түрэмгийлэл）とは、1919年11月から1921年にかけて中華民国北洋政府が「自治取り消し」として外蒙古を占領・直接統治したことである。中華民国軍による短期間の占領の末にモンゴル革命が発生し、ロマン・ウンゲルン率いる白軍が中華民国軍を駆逐して外蒙古を占領した後、ロシア赤軍が白軍を駆逐して外蒙古を占領した。

## 背景
1911年、清で辛亥革命が発生した。これを受けて外蒙古の諸侯はジェプツンダンバ・ホトクト8世（ボグド・ハーン）を皇帝（ハーン）に推戴し、ロシア帝国の支援を頼って大モンゴル国（ボグド・ハーン政権）が建国された。
1915年（民国4年）6月7日、中華民国・ロシア・モンゴルはキャフタ条約に調印し、外蒙古は独立を放棄して中華民国の領土となり、中国は外蒙古の高度な自治を保証することになった。条約にて「外蒙古の自治区域は清代の庫倫弁事大臣・烏里雅蘇台将軍・科布多参賛大臣の管轄区域に限定される」「外蒙古と科布多・阿爾泰の境界は条約の第5条に基づいて将来決定させる」と規定され、6月9日にボグド・ハーン政権は独立を撤回した。6月14日、中華民国北洋政府はチャフタ会議に出席していた陳籙を駐庫倫都護使に任命し、外蒙古の自治に干渉しない範囲での宗主権を行使した。その後、李垣などが佐理都護副使に任命され、烏里雅蘇台、科布多、買売城に駐在した。1916年（民国5年）5月8日、ボグド・ハーンは大総統の袁世凱によって「外蒙古翊普輔化博克多哲布尊丹巴呼図克図汗」に封じられ、外蒙古の実質的な最高統治者の地位を保持した。

## 自治の取り消し
1917年、ロシアで十月革命で発生し、その後内戦状態となった。内戦が始まると、多くの白軍が外蒙古に進駐するようになった。1918年（民国7年）2月から4月にかけて、北洋政府は駐庫倫大員の陳毅に対し2回にわたってロシア内戦終結まで外蒙古に軍隊を駐留させるよう指示したが、外蒙古当局がこれを拒否した。その後、元ロシア帝国駐烏里雅蘇台領事が赤軍による攻撃を恐れて、迅速に軍を派遣するよう北洋政府に要請した。やがて自らの統治に対する脅威を感じた外蒙古当局は、庫倫の防衛を支援するために軍を派遣するよう北洋政府に要請した。北洋政府は直ちにこの要請に応じ、9月下旬に綏遠騎兵第4団の高在田の部隊が庫倫に到着し、10月には部隊の半数が買売城に駐留した。1919年（民国8年）7月、佐理専員の厳式超は外蒙古軍と北洋政府軍を率いて、白軍が占領していたタンヌ・ウリャンハイを占領した。7月8日、西北辺防軍第3旅1連が庫倫に到着した。旅団の主力部隊が庫倫に到着したのは、移動手段と資金の調達が困難であったため9月まで遅れたが、残りの旅団は10月初めに到着し、総勢3,000人以上の兵力が庫倫に揃った。
1919年6月、白軍のグリゴリー・セミョーノフが外蒙古当局に「大モンゴル国」の再独立に賛成するかどうかを尋ねるために使者を送った。外蒙古の諸侯はセミョーノフの要請を断固拒否することを決定し、北洋政府と協力して白軍に対抗すると同時に、この機会を利用して「自治」期間に損なわれた当局の権益を回復することを企んだ。10月1日、陳毅は駐庫大員公署秘書の黄成垿に「外蒙取消自治後中央待遇外蒙及善後条例」の草案を持たせて北京に送った。10月28日、北洋政府の国務院はこの草案を修正して黄成垿を庫倫に帰し、陳毅に「外蒙古の諸侯の了解が取れ次第、条例を公布する」と打電した。しかし諸侯は自治の廃止に消極的であり、計画は暗礁に乗り上げた。10月29日、西北籌辺使の徐樹錚が軍隊の視察という名目で外蒙古に到着し、「自治の撤回」としてボグド・ハーンを軟禁した。その後、外蒙古議会の反対を無視して内閣総理大臣のゴンチグジャルザンギーン・バダムドルジと外務大臣のバリンギーン・ツェレンドルジに「改善蒙古未來地位六十四条」への署名を強要した。これによって外蒙古の自治は完全に失われ、一切の権限が北洋政府に委譲された。11月22日、これを受けて大総統の徐世昌は外蒙古の「自治取り消し」を宣言し、チャフタ条約を破棄した。

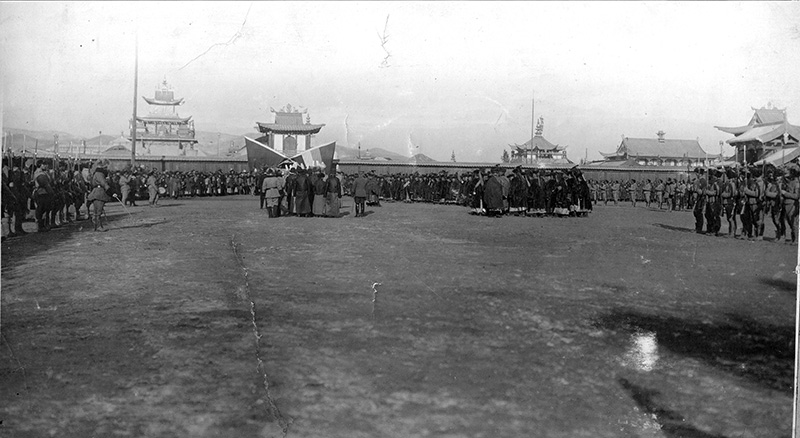
庫倫で行われた冊封典礼（1920年1月1日）

12月1日、徐世昌は外蒙古の今後の処置に関する大総統令を公布し、弁事大員を廃止して西北籌辺使公署が外蒙古の軍事・政治を担当することになった。また、ボグド・ハーンには新たな封号を授与した。1920年（民国9年）1月1日、庫倫で冊封典礼が行われて外蒙古政府と駐庫弁事大員公署が接収され、政府に存在した5つの衙門は総務・兵衛・財計の3庁に再編された。改革が一方的に強行されたことから、外蒙古から北洋政府への不満が高まった。不満を持つ勢力を弾圧するため、徐樹錚はマンライバートル・ダムディンスレン、カタンバートル・マグサリジャプといた有力な諸侯を逮捕・拷問し、民衆の怒りを買った。ロシアの支援を受けたドグソミーン・ボドー、ホルローギーン・チョイバルサン、ダムディン・スフバートルらは中華民国の支配に抵抗するために共産主義組織を設立して徐樹錚の暗殺を企てたが、失敗した。
7月、北洋政府で安直戦争が勃発した。徐樹錚は主力部隊を率いて外蒙古から撤退してこの戦争に参加し、直隷派に敗れた。8月15日、北洋政府は陳毅を西北籌辺使に任命し、9月10日には庫烏科唐鎮撫使に任命した。9月13日から10月19日にかけて、白軍が庫倫に接近して中華民国軍と激戦を繰り広げた。この間、庫倫城防司令の褚其祥は、ボグド・ハーンの裏切りを恐れて彼を司令部内に軟禁した。この情報は瞬時に広がり、庫倫とその周辺の僧侶たちは大きな衝撃を受けた。また、中華民国軍は庫倫で家畜や金品を略奪し、住民の外出を禁じた。

## 占領の終了
ロマン・ウンゲルンが白軍を率いて外蒙古に進駐した。中華民国軍の横暴とウンゲルンが自治の復活を唱えたことにより、多くのモンゴル人がウンゲルンの軍に加わった。1921年（民国10年）2月3日、高在田が反乱を起こして褚其祥の支援を拒否している中、ウンゲルンは褚其祥軍を破って庫倫を占領し、2月22日にボグド・ハーンを復位させて大モンゴル国を復活させた。ウンゲルンはダルハン碩親王に封じられたが、ボグド・ハーンは傀儡であり、ウンゲルンが実権を掌握していた。陳毅は軍や役人たちを率いて車で売買城に逃げ、門炳岳らを北京に派遣して救援を求めた。
1921年3月13日、モンゴル人民党は極東共和国にてモンゴル人民臨時政府を樹立し、3月18日、人民軍は中華民国軍が駐留していた売買城を占領した。5月、徐世昌は東三省巡閱使の張作霖を蒙彊経略使に任命したが、張作霖は外蒙古への出兵を遅らせ、結局事態の解決に至らなかった。